# Mechanoskopie
Mechanoskopie (angl. Tool Marks Examination) je jedna z metod kriminalistické techniky, zabývající se zejména identifikací nástrojů podle zanechaných stop na místě činu.

## Charakteristika metody
Nástroje jsou používány pachatelem k překonávání nejrůznějších překážek – dveří, zámků, cylindrických vložek, mříží a dalších. Nástroj použitý pachatelem zanechává stopy, které mohou sloužit k zjištění, jaký druh nástroje byl použit (skupinová, rodová či druhová identifikace). Je-li to možné, provádí se individuální identifikace (ztotožnění použitého nástroje se stopou). Mechanoskopie se mj. zabývá zkoumáním porušených schránek na úschovu hodnot (trezory, sejfy, příruční pokladny), porušeného skla, plomb, mechanicky poškozených oděvů a předmětů. Ve zvláštních případech se také zkoumá provaz či jiné škrtidlo při sebevraždách oběšením.

## Česká mechanoskopie
Významným průkopníkem československé mechanoskopie byl vrchní strážmistr četnictva Ladislav Havlíček, který napsal knihu „Mechanoskopie - stopy a znaky řemeslných nástrojů“, jež vyšla v roce 1940 a stala se první učebnicí mechanoskopie na světě. Začátkem roku 1931 byla u Ústředního četnického pátracího oddělení v Praze zřízena samostatná mechanoskopická skupina, která se začala zabývat zkoumáním a srovnáváním stop zločineckých nástrojů. V krátké době se této skupině, vedené Ladislavem Havlíčkem, podařilo na základě mechanoskopického zkoumání usvědčit celou řadů „kasařů“ (např. legendárního pražského recidivistu Josefa Koudelu zvaného Nezmar) a tento druh kriminality dostat pod kontrolu.
Metoda je uplatnitelná i v umění, kde na základě stop po řemeslných nástrojích zkoumá pravost díla, autenticitu a změny které na díle proběhly. Snadné je rozlišení stop po ručních nástrojích od stop po dřevoobráběcích strojích, které nastupují v 19. století. Na základě charakteristických nástrojů, jako je puncování povrchu dřeva, je možné připsání díla konkrétnímu umělci (např. Chebská reliéfní intarzie). Díky studiu stop na poškozeném ostří je možné stanovení relativní chronologie soch z jedné dílny. Možná je i přesná rekonstrukce tvarů nástrojů, které se nedochovaly (např. gotické sochařství - Mistr Pavel z Levoče)